# Marian Dumitru
Marian Dumitru   (Ploiești, 18 de març de 1960) és un jugador d'handbol romanès, ja retirat, que va competir durant les dècades de 1980 i 1990.
El 1980 va prendre part en els Jocs Olímpics d'Estiu de Moscou, on guanyà la medalla de bronze en la competició d'handbol. Hi va jugar quatre partits i marcà nou gols. Quatre anys més tard, als Jocs de Los Angeles, guanyà novament la medalla de bronze. Hi va jugar sis partits i hi marcà trenta gols. El 1992, a Barcelona, va disputar els seus tercers, i darrers Jocs Olímpics, que finalitzà en vuitena posició. Aquí hi jugà quatre partits, i marcà tres gols. En el seu palmarès també destaca una medalla de bronze al Campionat del món de 1990. Amb la selecció nacional jugà 231 partits en què va marcar 754 gols.
A nivell de clubs jugà al Steaua de Bucarest, club amb el què guanyà 11 lligues romaneses i la Copa d'Europa d'handbol de 1989. Aquell any va fitxar pel TEKA Santander, amb qui va guanyar la Recopa de l'EHF de 1990. Després va anar a jugar a la Bundesliga amb el TSV Bayer Dormagen. La temporada 1993-94 va guanyar la Copa EHF amb l'Alzira Avidesa.
Després de retirar-se de les competicions l'any 1996 passà a exercir d'entrenador d'handbol, treballant principalment a Alemanya.